# 特定高圧ガス取扱主任者
特定高圧ガス取扱主任者（とくていこうあつガスとりあつかいしゅにんしゃ）とは、高圧ガス保安法（昭和26年法律第204号）に基づき、特定高圧ガスの保安に関する業務を管理する者である。特定高圧ガス消費者は、所定の知識経験を持つ者の中からこれを選任し、事業所の所在地を管轄する都道府県知事へその旨届け出なければならない（高圧ガス保安法第28条第2項、第32条第8項ほか）。

## 概要
具体的には、高圧ガス保安法令で指定する次の種類の高圧ガスを一定数量以上貯蔵して消費（導管による消費を含む。）する場合、これを消費する者を「特定高圧ガス消費者」と規定しており、
- 圧縮水素 - 容積 300 m3以上
- 圧縮天然ガス - 容積300 m3以上
- 液化酸素 - 質量3,000 kg以上
- 液化アンモニア - 質量3,000 kg以上
- 液化石油ガス - 質量3,000 kg以上(液化石油ガスの保安の確保及び取引の適正化に関する法律施行令に掲げる者は10,000 kg以上)
- 液化塩素 - 質量1,000 kg以上
- 特殊高圧ガス - 一般高圧ガス保安規則第2条第3号にて定義する特殊高圧ガス7品目（アルシン、ジシラン、ジボラン、セレン化水素、ホスフィン、モノゲルマン、モノシラン）は、貯蔵する数量の多少に関係なく。

特定高圧ガス取扱主任者を、以下のいずれかに該当する者の中から選任する事が義務付けられている。
- 高圧ガスの製造、又は特定高圧ガス消費者としての消費に関し1年以上の経験を有する者
- 学校教育法による大学若しくは高等専門学校又は従前の規定による大学若しくは専門学校において理学若しくは工学に関する課程を修めて卒業した者（当該課程を修めて同法による専門職大学の前期課程を修了した者を含む。）、高圧ガス保安協会が行う特定高圧ガス取扱主任者講習を修了した者又は学校教育法による高等学校若しくは従前の規定による工業学校において工業に関する課程を修めて卒業し、かつ、特定高圧ガスの製造又は消費に関し6か月以上の経験を有する者
- 高圧ガス保安法に基づく甲種化学、乙種化学、丙種化学、甲種機械、乙種機械の各区分いずれかの高圧ガス製造保安責任者免状を有する者
- 高圧ガス保安法に基づく第一種の高圧ガス販売主任者免状を有する者。但し液化石油ガスの特定高圧ガス消費者に係る取扱主任者には選任できない。

なお選任要件に実務経験を含む者は、ガス区分（特殊高圧ガスは7品目を1区分、他6区分は当該ガスのみ）ごとに所定の期間を必要とする。
（高圧ガス保安法第7条各項、一般高圧ガス保安規則第73条、液化石油ガス保安規則第71条ほか）

## 講習
特定高圧ガス取扱主任者講習は、7つの区分ごとに行われる。

### 実施回数
毎年3回、全国10か所程度（北海道、宮城県、東京都、愛知県、大阪府、広島県、香川県、福岡県ほか）で行われる。それぞれの箇所で開講する区分が異なる点に注意。なお、2011年度は圧縮天然ガスの講習実施予定はなく、年間で他の6区分を行う会場は東京都と大阪府のみである。

### 区分
圧縮水素、圧縮天然ガス、液化酸素、液化アンモニア、液化石油ガス、液化塩素、特殊高圧ガス

### 受講資格
特定高圧ガス取扱主任者に選任される者

### 講習科目
1. 特定高圧ガスの消費・保安管理知識
2. 高圧ガス保安法令・高圧ガスの一般的性質
3. 修了考査